# Le Vol du dragon (film)
Cet article concerne le téléfilm d'animation. Pour le roman de science fantasy, voir Le Vol du dragon.
Pour plus de détails, voir Fiche technique et Distribution.
Le Vol du dragon (The Flight of Dragons) est un film d'animation américano-japonais produit en 1982 et inspiré du roman Le Dragon et le George de Gordon R. Dickson et du livre The Flight of Dragons de Peter Dickinson qui s'est inspiré du premier.

## Origine
Le scénario principal a été acheté à Gordon R. Dickson pour son roman Le Dragon et le George (1976) qui débute une saga de sept tomes. Quelques années plus tard, Peter Dickinson a utilisé ce matériau de base et il y a ajouté des éléments pseudo-scientifiques (par exemple, comment les dragons volent-ils ?) pour en faire un livre pour enfant The Flight of Dragons (1979) illustré par Wayne Anderson. 
Rankin/Bass Prod., une compagnie de production d'animations, acheta d'abord les droits de The Flight of Dragons mais, réalisant qu'il n'y avait pas d'histoire, acheta ensuite les droits de Le Dragon et le George pour en faire un dessin animé. Le héros de l'histoire est nommé Sir Peter Dickenson alors que le vrai Peter Dickinson affirme n'avoir jamais été consulté ni n'avoir touché de royautés pour ce dessin animé.

## Synopsis
Le monde de la magie dépérit car les humains se tournent de plus en plus vers la science et la technologie. Hélas, l'alliance entre les quatre grands sorciers du monde échoue car le sorcier rouge veut conquérir le monde. Comme les sorciers ne peuvent se battre entre eux, ils vont fonder un groupe de trois aventuriers pour contrer le sorcier rouge. Un de ces aventuriers est Sir Peter Dickenson, un jeune scientifique du monde réel. Il vient de créer un jeu de rôle et il va être aspiré dans le monde magique, fusionnant par accident avec le corps de Gorbash, le jeune dragon du sorcier vert.

## Fiche technique
- Titre : Le Vol du dragon
- Titre original : The Flight of Dragons
- Réalisateurs : Arthur Rankin Jr. et Jules Bass
- Animation : Tōru Hara, Katsuhisa Yamada, Fumihiko Takayama

## Diffusion
Le dessin animé a été diffusé pour la première fois en 1982 aux États-Unis. Plusieurs éditions en VHS, en LaserDisc, en Betamax et en DVD ont été produites. Désormais, le film appartient à la compagnie Warner.
En France, les diffusions hertziennes ont eu lieu pour les fêtes de Noël de 1984, 1985, en septembre 1986 et en 1987 sur Antenne 2, dans les émissions Récré A2 et Marrons, pralines et chocolat. Le dessin animé était découpé en 3 ou 4 épisodes. Une cassette vidéo VHS a été produite par la société Echo sous le titre Le Vol du dragon.